# Claude Alexandre de Bonneval

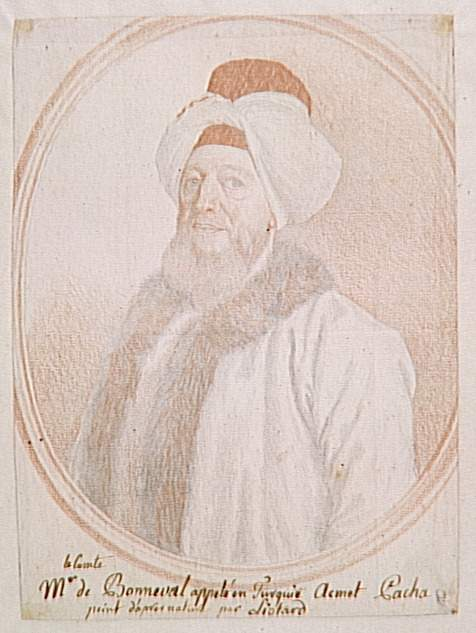
Bonneval Ahmet Pascha, av Jean-Étienne Liotard.

Claude Alexandre greve de Bonneval, född 14 juli 1675 och död 23 mars 1747, var en fransk äventyrare.
de Bonneval avancerade i fransk krigstjänst till överste. Ett svårt disciplinbrott ledde dock till att de Bonneval dömdes till döden och månste fly 1704. Han gick nu i österrikisk tjänst, blev general och utmärkte sig i slagen vid Malplaquet och Peterwardein. Benådad av regeringen återvände de Bonneval 1717 till Frankrike och gifte sig men lämnade efter tio dagar sin brud för alltid. Under belägringen av Belgrad 1717 utmärkte sig de Bonneval på nytt som en utmärkt strateg, men hans grälsjuka ledde ett nytt disciplinbrott och en ny dödsdom, vilken dock mildrades till ett års fängelse. Efter detta begav sig de Bonneval till Turkiet, blev muslim och fick under namnet Ahmed pascha befälet över det turkiska artilleriet. de Bonneval utmärkte sig i kriget mot Ryssland men misslyckade i sitt försök att uppvigla ungrarna mot kejsaren och föll i onåd 1738. 1739 återfick de Bonneval visserligen sin ställning, men hans sista år var fulla av missräkningar och han umgicks med planer att återvända till Frankrike.
Efter hans död publicerades vad som påstods vara de Bonnevals memoarer, men som visat sig vara falska sådana.